# Кьоприс-Висконе
Кьоприс-Висконе (итал. Chiopris-Viscone) — коммуна в Италии, располагается в регионе Фриули-Венеция-Джулия, в провинции Удине.
Население составляет 659 человек (2008 г.), плотность населения составляет 73 чел./км². Занимает площадь 9 км². Почтовый индекс — 33040. Телефонный код — 0432.
Покровителями коммуны почитаются святой Архангел Михаил (Chiopris) и святой Зенон Веронский (Viscone).

## Демография
Динамика населения:

## Администрация коммуны
- Официальный сайт: http://www.comune.chiopris-viscone.ud.it